# Spilosoma afghanistanensis
Spilosoma afghanistanensis är en fjärilsart som beskrevs av Daniel 1966. Spilosoma afghanistanensis ingår i släktet Spilosoma och familjen björnspinnare. Inga underarter finns listade i Catalogue of Life.